# Микулаш V Крновский
Микулаш V Крновский (чеш. Mikuláš V Krnovský, пол. Mikołaj V Karniowski, ок.1409 — 1452) — князь Ратиборско-крновский (1424—1437) и Крновский (1437—1452).

## Биография
Вацлав был сыном князя Ратиборско-крновского Яна II Железного и Елены Литовской, племянницы короля Польши Владислава II Ягайло. Старшинство детей Яна II и даты их рождения точно не установлены и разнятся в источниках.
Когда в 1424 году князь Ян II железный умер, два его сына, Вацлав и Микулаш, унаследовавшие Ратиборско-крновское княжество, еще не достигли совершеннолетия, и фактически княжеством в качестве регента до 1428 года управляла их мать Елена.
В 1433 году гуситская армия, проходившая через долину реки Ваг, опустошила Рацибуж и намеревалась передать его союзнику гуситов, князю Глогувецко-Прудницкому Болеславу V. Однако 13 мая 1433 года в битве под Тшебницей Микулаш V разбил Болеслава V и отвоевал Рацибуж. В 1436 году Микулаш V также захватил Глубчицкое княжество, которым владел князь Вацлав II Опавский, который в ответ завоевал Жоры. В 1437 году Николай V и Вацлав II Опавский достигли соглашения и вернули друг другу захваченные территории.
С 1428 по 1437 год братья совместно правили в своем княжестве, а в 1437 году решили разделить его: Вацлав взял себе небольшую его часть со столицей, городом Рацибуж, а из остальной части для Микулаша V было восстановлено Крновское княжество с городами Крнов,Брунталь, Водзислав-Слёнски, Рыбник и Жоры. Их мать Елена Литовская с 1424 года владела Пщиной как самостоятельным княжеством, доставшемся ей по праву вдовьего удела. Микулаш также должен был унаследовать Пщину после смерти матери.
В 1443 году Микулаш V вступил в союз с князьями Вильгельмом Опавским, Пшемыславом II Цешинским и Генрихом IX Глогувским против баронов-разбойников, наводнивших Силезию.
В отличие от своего отца, который твердо ориентировался на чешских королей, Микулаш V политически сблизился с Польшей, заключив в 1447 году договор о тесном сотрудничестве. В том же году, находясь в финансовых затруднениях, он был вынужден заложить Гинцику из Врбны город Брунталь с окрестностями. Эти земли больше никогда не возвращались к Пржемысловичам.
Князь Микулаш V Крновский умер в 1452 году и, вероятно, был похоронен в Крнове.

## Семья и дети
Князь Микулаш V Крновский был женат дважды. Первый раз в 1435 году он женился на Малгожате Клемм из Лиготы. От этого брака родилось трое детей:
- Ян IV Крновский (1440 – 1483), князь крновский
- Вацлав III Простачок (1442 – 1478), князь крновский  и рыбникский
- Барбара (1445 – 1510), жена князя Яна IV Освенцимского

Во второй раз Микулаш в 1451 году женился на Барбаре Рокемберг. У них было двое детей:
- Малгожата  (1450 – 1508), жена князя Казимира II Заторского
- Микулаш, умер в детстве